# Liste der Kulturdenkmäler im Landkreis Groß-Gerau

Kommunen im Landkreis Groß-Gerau

Die Liste der Kulturdenkmäler im Landkreis Groß-Gerau enthält die Kulturdenkmäler im Landkreis Groß-Gerau. Rechtsgrundlage für den Denkmalschutz ist das Denkmalschutzgesetz in Hessen.
Sie lässt sich nach den kreisangehörigen Kommunen gliedern:
- Liste der Kulturdenkmäler in Biebesheim am Rhein
- Liste der Kulturdenkmäler in Bischofsheim
- Liste der Kulturdenkmäler in Büttelborn
- Liste der Kulturdenkmäler in Gernsheim
- Liste der Kulturdenkmäler in Ginsheim-Gustavsburg
- Liste der Kulturdenkmäler in Groß-Gerau
- Liste der Kulturdenkmäler in Kelsterbach
- Liste der Kulturdenkmäler in Mörfelden-Walldorf
- Liste der Kulturdenkmäler in Nauheim
- Liste der Kulturdenkmäler in Raunheim
- Liste der Kulturdenkmäler in Riedstadt
- Liste der Kulturdenkmäler in Rüsselsheim am Main
- Liste der Kulturdenkmäler in Stockstadt am Rhein
- Liste der Kulturdenkmäler in Trebur